# Bayan Nuwayhed
Bayan Nuwayhed, en árabe: بيان نويهض‎, (Jerusalén, 1937-12 de julio de 2025) fue una periodista, académica e historiadora palestina, miembro de la Organización para la Liberación de Palestina (OLP). Es una de las principales historiadoras de Palestina y autora del libro Sabra y Shatila: septiembre de 1982.

## Trayectoria
Nuwayhed nació en Jerusalén en 1937. Su madre, Jalal Salim, era poeta. Su padre, Ajaj Nuwayhed, era un druso de origen libanés y uno de los cofundadores del Partido de la Independencia Árabe. Tenía tres hermanas y un hermano. Vivían en el barrio Alto Baq'a de la ciudad. La familia tuvo que abandonar Jerusalén el 26 de abril de 1948, y ella, su madre y sus hermanos se dirigieron al Líbano poco después de la Nakba. Posteriormente se establecieron en Amán, en Jordania.
Nuwayhed asistió a la Schmidt's Girls College en Jerusalén, pero no pudo completar su educación allí debido a la ocupación israelí de la región en 1948. Se graduó en una escuela secundaria en Amán. Asistió a la Escuela de Formación de Profesores para mujeres de Ramala y se graduó en 1956 obteniendo el título de profesora. Se matriculó en la Universidad de Damasco, pero luego asistió a la Universidad Libanesa en Beirut, donde se licenció en ciencias políticas en 1963. En 1970, obtuvo una maestría en derecho público y al año siguiente otra en ciencias políticas. Completó su tesis doctoral titulada Liderazgos e instituciones políticas en Palestina de 1917 a 1948 bajo la supervisión de Anis Sayigh.
En 1962 se casó con el periodista y escritor palestino Shafiq al Hout. Tras graduarse del Colegio, Nuwaydeh trabajó como profesora en Amán y se convirtió en miembro del Partido Árabe Socialista Baath. Después comenzó su carrera periodística escribiendo para una revista femenina titulada Dunya al-Mar'a (Mujeres del mundo en español). En 1960 se unió a la revista Assayad, con sede en Beirut, donde trabajó hasta 1966. Durante este período también publicó artículos en el diario Al Anwar, una publicación hermana de Assayad. Continuó su actividad política para el Partido Árabe Socialista Baath y dirigió su rama Chyah en Beirut.
Nuwayhed fue una de los primeros miembros de la OLP y hasta 1968 formó parte de la Unión General de Mujeres Palestinas. En 1966 se convirtió en guionista de la radio libanesa. En 1975, justo tras el inicio de la guerra civil libanesa, se mudó a El Cairo. En 1979 regresó a Beirut y comenzó a enseñar en la Facultad de Derecho y Ciencias Políticas de la Universidad Libanesa. En 2001 se jubiló de su puesto docente y desde entonces ha realizado estudios sobre la historia de Palestina y Oriente Medio.

## Reconocimientos
Nuwayhed recibió el Premio Jerusalén 2015 a la Cultura y la Creatividad en el Mundo Árabe.

## Obra
Nuwaydeh ha publicado numerosos artículos y ensayos. Su artículo de 2018 documentó la biografía de seis figuras públicas palestinas, entre ellas Walid El Khalidi, Zalikha Al Shihabi, Asma Tubi, Samiha Khalil, Kulthum Odeh y Salma Khadra Jayyusi, con una referencia especial a la Nakba. Es autora de varios libros: Liderazgos e instituciones políticas en Palestina, 1917-1948 (1981; árabe); Al Shaikh Al Mujahed Izzeddine Al Qassam en la Historia de Palestina (1987; árabe); Palestina: la cuestión, el pueblo, la cultura: una historia política desde la era cananea hasta el siglo XX (1991; árabe), Sabra y Chatila: septiembre de 1982 (2003) y Los diarios de Ajaj Nuwayhed: sesenta años con la caravana árabe (1993; Arábica).